# Cryptoptila
Cryptoptila là một chi bướm đêm thuộc phân họ Tortricinae của họ Tortricidae.

## Các loài
- Cryptoptila australana (Lewin, 1805)
- Cryptoptila crypsilopha (Turner, 1925)
- Cryptoptila immersana (Walker, 1863)
- Cryptoptila iubata (Diakonoff, 1953)